# Flachmann

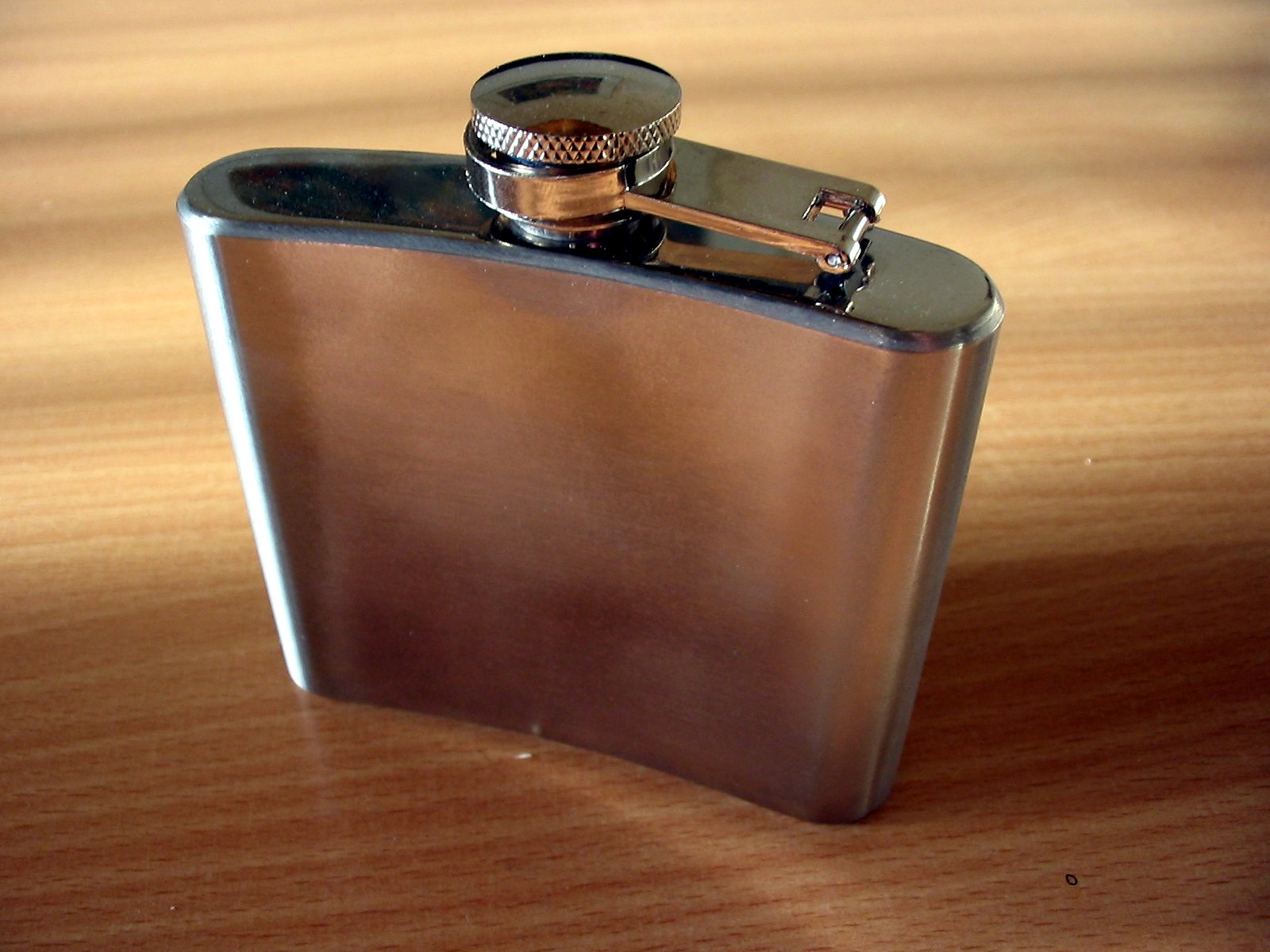
Handelsüblicher Flachmann

Ein Flachmann (ältere Bezeichnung: Taschenflasche) ist eine kleine, flache Flasche mit einer leichten Wölbung, die für das Tragen in der Brusttasche von Jacken oder in Hosentaschen konzipiert ist. Ein Flachmann wird üblicherweise mit hochprozentigen alkoholischen Getränken gefüllt und dient als Behälter für den „kleinen Schluck zwischendurch“. Die Bezeichnung Flachmann ist auch für kleinere im Handel erhältliche Spirituosenflaschen gebräuchlich.

## Beschreibung
Flachmänner gibt es in den verschiedensten Ausführungen. Sie haben einen flachen, meist gebogenen Flaschenkörper mit abgerundeten Ecken. Je nach Ausstattung sind sie aus blankem Metall, meist Edelstahl oder seltener Aluminium. Daneben gibt es Flachmänner aus Glas, Ton oder Plastik. Waren Flachmänner ursprünglich meist aus dickem Glas, so setzte sich zeitweise fast ausschließlich die Metallvariante durch. Im Zuge zunehmender Sicherheitskontrollen mit Metalldetektoren beginnen sich in den letzten Jahren vermehrt Flachmänner aus Plastik zu etablieren.
Die meisten Flachmänner haben einen einfachen Schraubdeckel, der bei einigen Modellen schwenkbar mit dem Flaschenkörper verbunden ist. Dies verringert die Gefahr des Verlustes von Flüssigkeit. Einige Flachmänner sind mit einem kleinen, auf dem Schraubdeckel aufgesteckten Trinkbecher ausgestattet, bei anderen Modellen sind die Trinkbecher in einem separaten Etui untergebracht. Zum üblichen Zubehör gehört außerdem ein kleiner Trichter, um das Befüllen zu erleichtern. Die äußere Oberfläche des Flaschenkörpers bzw. der Bezüge kann mit dekorativen Verzierungen, Gravuren oder Eigentümerkennzeichen versehen sein.
Im amerikanischen Sprachraum ist die Standardgröße bei Flachmännern 8 oder 6 Unzen (etwa 240 bzw. 170 Milliliter).

## Gebrauch

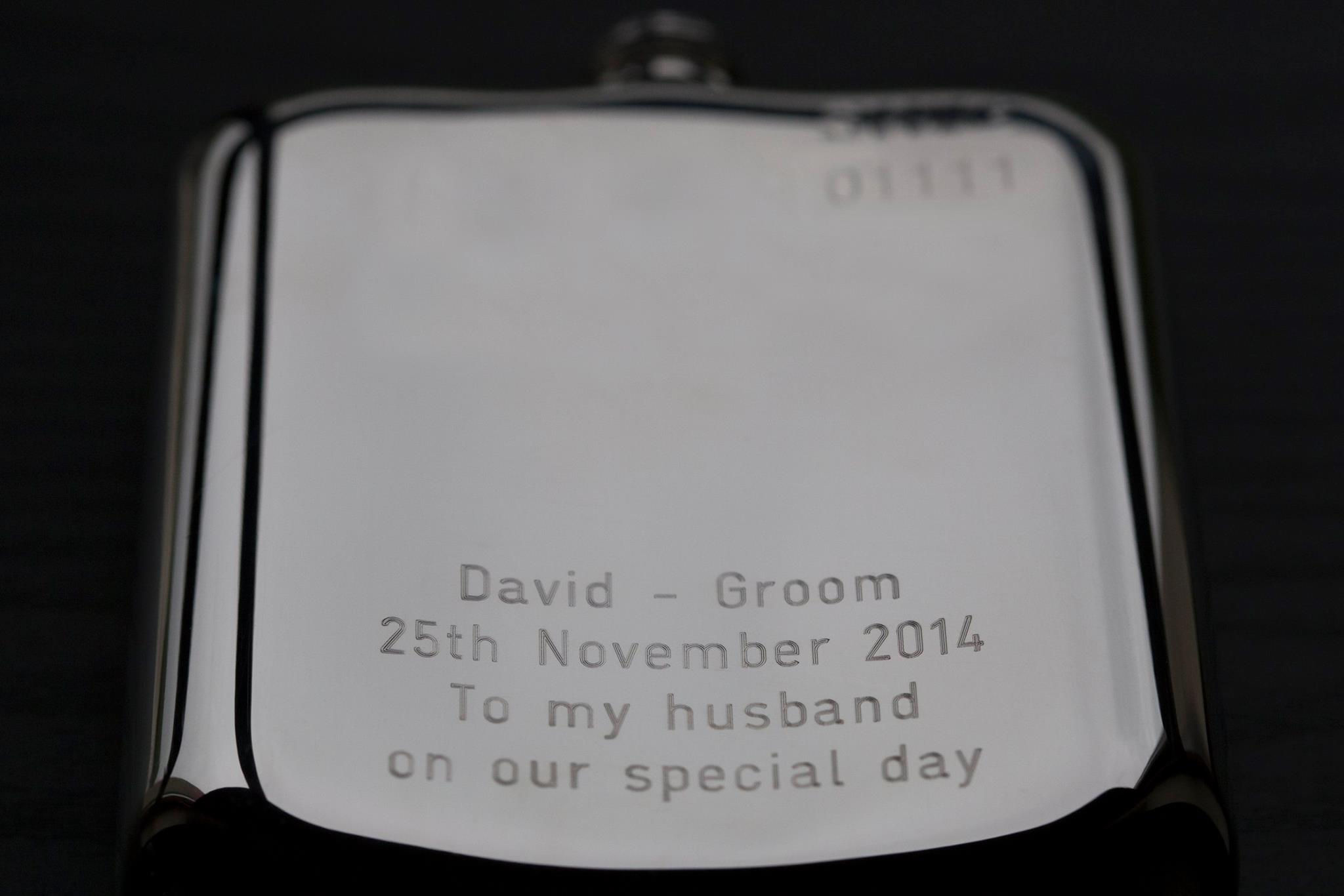
Flachmann als traditionelles Geschenk zur Hochzeit

Die leicht kurvige Form der meisten Flachmänner resultiert daraus, dass diese ursprünglich oft in der Hose an der Hüfte, am Bein, am Oberschenkel oder Knöchel getragen wurden und sich so besser der Körperform anpassten.
Aufbewahren lassen sich in den Flachmännern am besten harte Alkoholika oder Wasser, da die meisten anderen Getränke im offenen Behälter schlecht werden oder sich chemische Reaktionen mit den Materialien der Flasche ergeben. Aufgrund der engen Öffnung lassen sich Flachmänner nur schwer reinigen, so dass weniger haltbare Getränke als Alkohol schnell irreversible und potentiell schädliche Hinterlassenschaften innerhalb der Flasche verursachen. Generell beginnt bei einem Behälter aus Edelstahl das Getränk nach einigen Tagen Lagerzeit einen metallischen Geschmack anzunehmen.
Die bekannteste Form ist jedoch die auf dem Bild zu sehende Standardausführung aus gebürstetem Edelstahl. Traditionell nutzen Wanderer, Jäger oder Reisende den Flachmann als Utensil. In den letzten Jahren begann er sich bei Hochzeiten als Geschenk des Bräutigams für die männlichen Trauzeugen durchzusetzen. Dieser Trend stammt aus den Vereinigten Staaten. Außerhalb von Hochzeiten und auf Golfplätzen taucht der Flachmann dort fast nur noch auf, wenn Künstler und sich exzentrisch gebende Personen den im Alltag kaum mehr vorfindbaren Flachmann nutzen, um eine gewisse Exotik und Exzentrizität zu zeigen.

## Geschichte
Flachmänner entwickelten sich zusammen mit dem kommerziellen Handel von Gin, Branntwein und Whiskey. Wurde vor dem 18. Jahrhundert fast nur gebrauter oder gekelterter Alkohol gehandelt, so erlebte gebrannter Alkohol im 18. Jahrhundert eine neue kommerzielle Ausbreitung. Zu dieser Zeit war es dann möglich, deutlich höherprozentigen Alkohol zu trinken als Bier oder Wein und dafür dann entsprechend geringere Mengen zu benötigen. Der Gebrauch von Taschen innerhalb der Kleidung – im Gegensatz zu Umhängetaschen oder Beuteln – begann sich erst im 16. Jahrhundert zu entwickeln.
Taschenflaschen kamen im 18. Jahrhundert in den Kreisen des englischen Landadels auf. Sie wurden vermutlich aus den meist größeren Feldflaschen entwickelt, die einem ähnlichen Zweck dienten. Die ersten Flachmänner ähnelten in ihrer Form abgeflachten Eiern, die leicht aus und in die Taschen hinein bewegt werden konnten. Gefertigt wurden sie meist aus edlen Metallen wie Silber.
Als die Flachmänner sich weiter zu verbreiten begannen, änderte sich ihre Herstellung. Gefertigt wurden sie nun meist aus (dickwandigem) Glas, das zu dieser Zeit ein Massengut zu werden begann. Glas war geschmacksneutral, brach aber leicht und war schwer. Ihre weite Verbreitung fanden die Flaschen in den zahlreichen Kriegen des 18. und 19. Jahrhunderts und des 20. Jahrhunderts,  wo eine kleine Flasche mit hochprozentigem Alkohol schnell zum Standardgepäck der Soldaten wurde. In diesem Kontext entwickelten sich dann Form und Material schnell weiter.

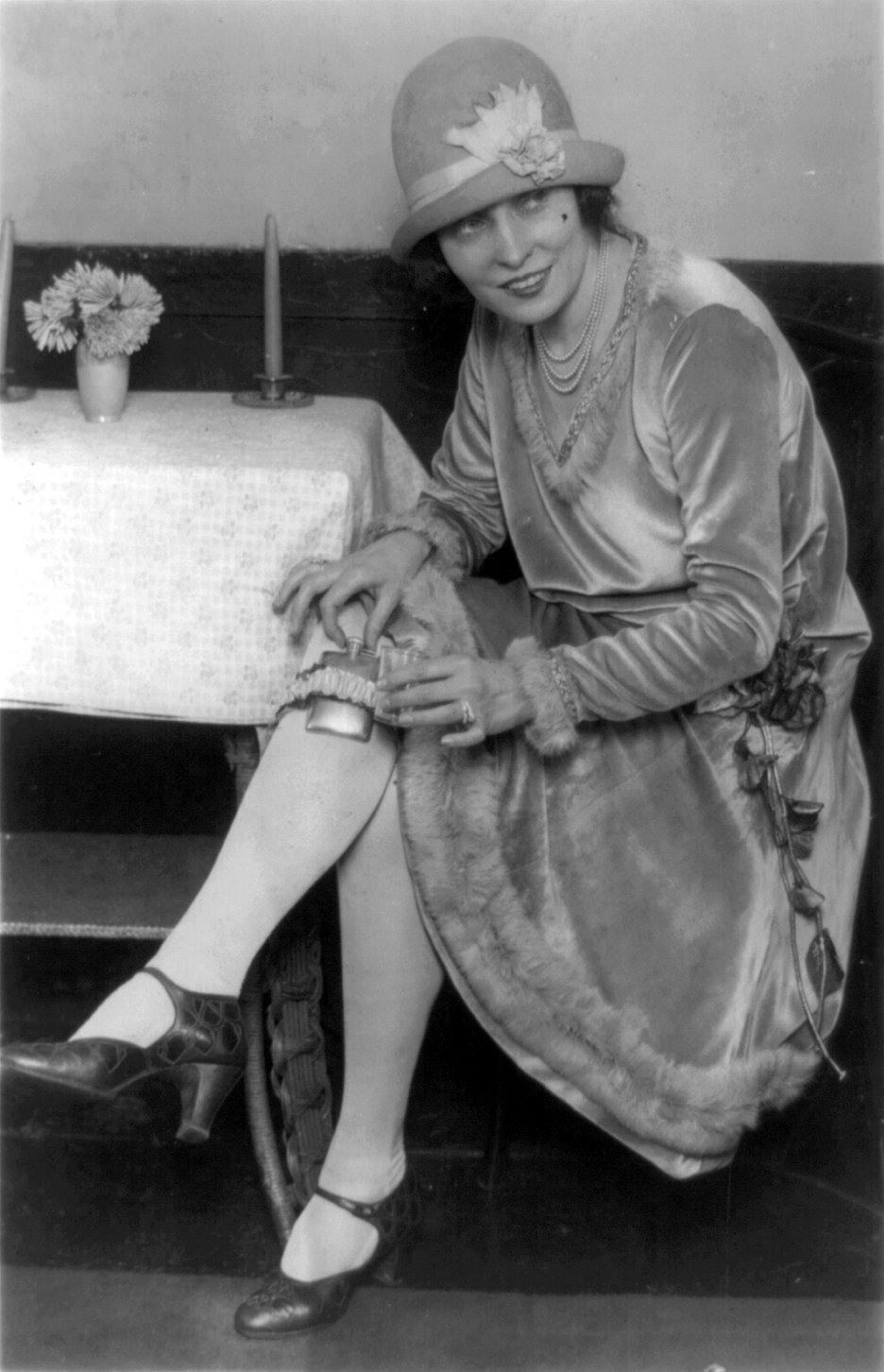
Flachmann im Strumpfband zur Zeit der Prohibition

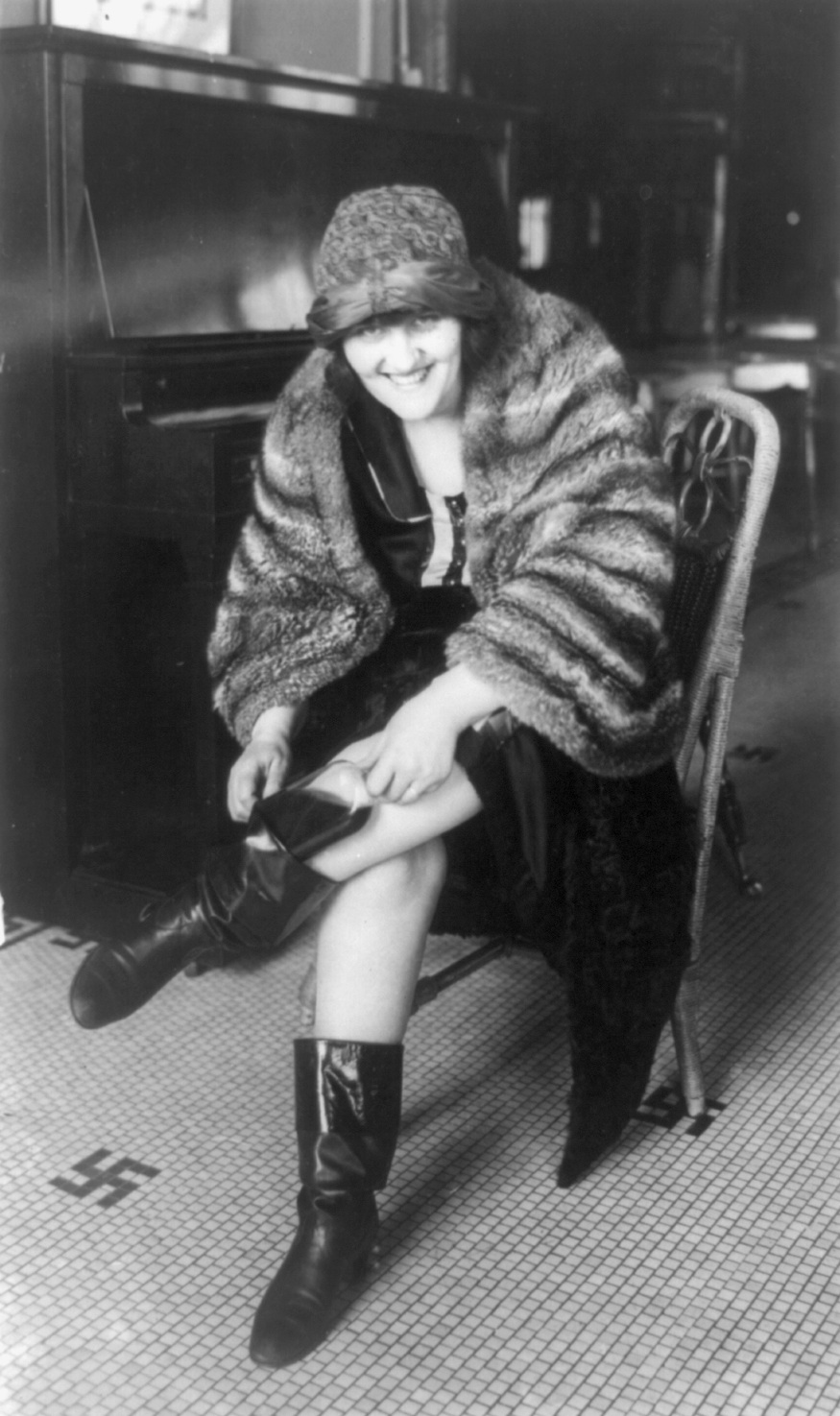
„Bootlegging“. Transport von illegalem Alkohol im Flachmann im Stiefel zur Zeit der Prohibition

Ihre Blütezeit erlebten Flachmänner zur Zeit der amerikanischen Prohibition, als die kleinen gut zu versteckenden Flaschen Allgemeingut unter Alkoholkonsumenten wurden.
In den ersten sechs Monaten der Prohibitionszeit sollen mehr Flachmänner verkauft worden sein als in den zehn Jahren zuvor. Der englische Begriff bootlegging für schmuggeln leitete sich davon ab, dass Männer und Frauen den Alkohol in den gebogenen Fläschchen in ihren Stiefeln („Boots“) am Bein („leg“) transportierten. In dieser Zeit begann sich endgültig Metall als Material gegenüber Glas durchzusetzen, da dieses beständiger war. Die Gefahr, kostbaren Alkohol zu verlieren, war bei Metallflaschen ebenso kleiner wie die Gefahr, durch einen Bruch an ungeschickter Stelle, die Polizei auf den eigenen Alkohol aufmerksam zu machen. In einigen Gegenden soll gar die Polizei darauf spezialisiert gewesen sein, mit dem Schlagstock auf auffällige Ausdellungen in der Kleidung zu schlagen, mit dem Ziel, die Glasflasche zu zerstören und den Träger als Alkoholtrinker zu enttarnen.
Aus dem amerikanischen Englisch leitete sich der Begriff Hipster aus dem Wort Hip flask, Flachmann, ab. Ursprünglich bezeichnete Hipster Männer, die zur Zeit der Prohibition den verbotenen Alkohol in Form der Flachmänner bei sich führten. Eine erste Erwähnung findet sich in der New York Tribune vom 22. Dezember 1920:

'How can twenty-five men keep Chicago dry, when it would take that many to watch the hipsters in one hotel dining room?' This is the question heard among those who already have obtained table reservations.

„'Wie können fünfundzwanzig Männer Chicago trocken halten, wenn es so viele bräuchte, um die Hipster in einem Hotel-Speisesaal zu beobachten?' Diese Frage hört man von denen, die bereits Tischreservierungen erhalten haben.“

Nach dem Ende der Prohibition blieb das Wort, wandelte aber seine Bedeutung hin zu einem Tänzer, der sehr hüftbetont tanzte, um sich schließlich seit etwa den 1950ern auf eine Person zu beziehen, die den neusten Trends in Mode und Stil folgt.
Der Bundesstaat Indiana verbot zu Zeiten der Prohibition deshalb generell den Verkauf von Flachmännern. Kurz danach allerdings konnten in Indiana kleine „Ölfläschchen“ und „Milch Shaker“ gekauft werden. In den USA ist der Besitz von gefüllten Flachmännern an vielen Orten weiterhin illegal, da es in einigen Staaten und vielen Kommunen verboten ist, Alkohol in offenen Gefäßen mit sich zu führen, und Flachmänner in diesem Kontext als offenes Gefäß gelten.
Eine kleine Renaissance als Modeaccessoire erlebte der Flachmann seit den 2010ern. In einer Zeit, in der Gesundheit und gesunde Ernährung wichtiger wurden und der Alkoholkonsum in den Industrieländern weltweit zurückging, sollte er ein ironisches Statement dagegen setzen. Als Symptom seiner weiteren Verbreitung zeigte sich, dass 2012 sowohl Louis Vuitton als auch Hermès einen Flachmann ins Programm nahmen.

## Rezeption
Eine bekannte Filmszene mit einem Flachmann gibt es in Billy Wilders Film Manche mögen’s heiß, der zur Zeit der Prohibition spielt. Dort fällt der Sängerin Sugar Kane Kowalczyk, gespielt von Marilyn Monroe, ein Flachmann aus der Unterwäsche, als diese zu intensiv mit ihrer Frauen-Big-Band probt. In den 2010ern wurde die Szene berühmt, in der Charlie Sheen in der Serie Two and a Half Men einen Schluck aus dem Flachmann auf einer Beerdigung trinkt.